# Linia kolejowa 125 Mezőtúr – Orosháza – Mezőhegyes
Linia kolejowa Mezőtúr – Orosháza – Mezőhegyes – linia kolejowa na Węgrzech. Jest to linia jednotorowa, nie zelektryfikowana.

## Historia
Linia została oddana do użytku 23 listopada 1893 roku.